# عبد الرحمن الكوش

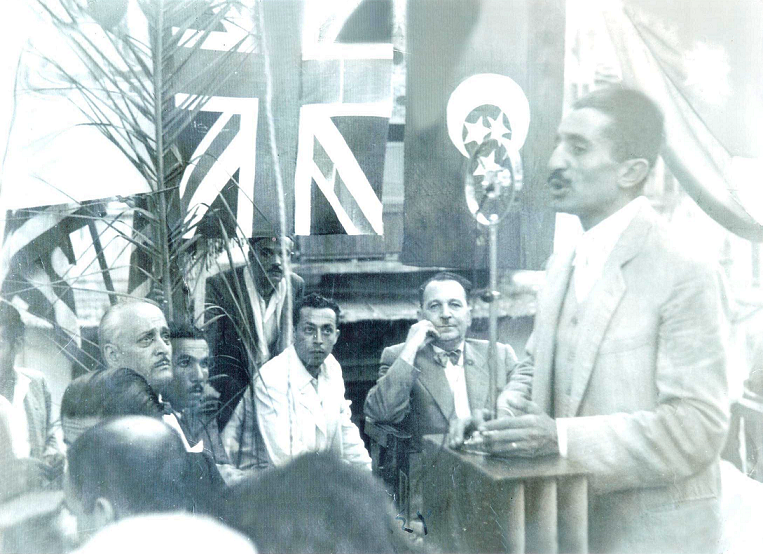
عبد الرحمن الكوش

عبد الرحمان الكوش أبصر النور في زاروب آل الكوش عام 1913 في بيروت وهو الابن البكر للشيخ مداح النبي عبد الغني الكوش. ختم القرآن الكريم حفظا وهو ابن سبع سنين". 
تلقى تعليمه الأولي في مبنى الملك فيصل بن عبد العزيز (المقاصد الحرج) ثم انتقل بعدها إلى الكلية الإسلامية التي كانت رائجة في ذلك الوقت وصاحبها الشيخ المعروف، أحمد عباس الأزهري، (كانت الكلية وقتها في منطقة رمل الظريف) وتخرّج منها كبار السياسيين والأطباء والعلماء والسفراء والرؤساء والوزراء، مثلما تخرّج منها الراحل عبد الرحمن عبد الغني الكوش، الذي عُيّن بعد تخرجه مديرا لمدرسة القرعون في عام 1934 وليمارس مهنة التربية والتعليم لمدة 14 عامآ. وقد كان كفؤا في هذا المجال، جديرا بمثل هذه المسؤولية.

## تعرضه للاعتقال والسجن بسبب مواقفه الوطنية
جمع السلاح من بلدة المجاهد ملحم قاسم أبو علي من البقاع وخبأه في القبو بجانب بيتهم القديم ومن خلال حادث ارتبط به، سيعطي انطلاقة شرارة المقاومة اللبنانية للفرنسيين، وفي حادثة له قبل أن يحصل الاستقلال في لبنان- وهو يمشي في منطقة البسطة - فجأة وجد نفسه أمام الضابط الفرنسي فكان أن أطلق عليه الرصاص من بارودته (بندقيته) واسمها "مارتيني ". وبعدما أطلق الرصاص هرب رفقة أخيه مختار الكوش، وكانت هته الحادثة هي سبب الشعلة، وحصل الاستقلال بعد 10 أيام من هته الحادثة". ومباشرة بعد هذا الحادث سيعمد الفرنسيون إلى اعتقال المنا عبد الرحمن الكوش، وقد تم اعتقاله من "عامه 1939 في سجن القلعة الخاضع لإدارة الانتداب الفرنسي، بــد مداهمة بيته الذي كان مخزن سلاح للمقاومة اللبنانية، لتتم محاكمته يوم الأربعاء 13 ذو القعدة-1357 و4 كانون الثاني 1939. ومن ضمن الوثائق التي عثرنا عليهــــا وثيقة ضمن أغراض الشيخ عبد الغني الكوش مداح النبي، ومحتواها يقول: "حكم على ولدنا عبد الرحمن في المحكمة العسكرية الفرنسية الساعة 11 قبل الظهر بستة أشهر و360 ليرة سوري لبناني يوم الأربعاء 13 ذو القعدة-1357 و 4 كانون الثاني 1939 ونسأل الله الرحمن الرحيم القادر الكريم أن يخلصه ويفك سجنه لأنه مظلوم وعلى الله تيسير الأمور وبعدها كتب مكتوب للجنرال القائد الأعلى بطلب العفو من فضل الله الكريم حاز القبول وخرج من السجن في 3 شباط 1939 و 14 ذي الحجة 1357 نهار الجمعة مساء قرب الغياب يوم الأربعاء 13 ذو القعدة-1357 و4 كانون الثاني 1939.

## تقلده عدة مناصب بعضها
تقلد الراحل عبد الرحمن الكوش عدة مناصب وزهد في أخرى وتجلى هذا الرفض والزهد في رفض المناصب الوزارية على وجه الخصوص، وهذا الرفض يعود إلى طبيعة شخصه، والتي فضلت وآثرت الاشتغال خلف الكواليس وفي الظل، وقد عرف عن الراحل ميله واهتمامه بما هو اجتماعي وسياسي حيث برع في هذين المجالين حيث مجال اشتغال أسلافه.
الراحل شغل مديرا لمدرسة القرعون عام بشمسطار عامه 1924 (وهو كان أول مدرس من وزارة التربية أوفد إلى شمسطار في اوائل الثلاثينات) ثم مدرسة حور تعلا بلدة المجاهد ملحم قاسم أبو علي- مدرسة خربة سلم في جنوب لبنان- مدرسة المرج وهي في بقاع لبنان. لمدة زمنية تجاوزت الخمسة عشر عامآ، كما تولى الأستاذ الراحل عبد الرحمن الكوش أمانة سر بعثة الحج الرسميّة اللبنانية برئاسة مختار بك الصلح (شقيق الرئيس سامي الصلح) سنة 1945 حيث استقبل من طرف الراحل الملك عبد العزيز، وسنته 1942 شغل الراحل مهمة سكرتير مستشار لرياض الصلح. ثم بعدها سامي الصلح) ومن ثم سلام بك سلام..." ( أيضا كان الراحل على علاقة جد وطيدة بالسياسي اللبناني البارز مجيد أرسلان.
تولى الراحل عدة مهام أخرى، ومثل بلده في أكثر من محفل عربي ودولي، ذات طبيعة استشارية أو ذات طبيعة خاصة، كما مكنته هته المهام من لقاء شخصيات عربية مهمة، من حجم الملك عبد العزيز الذي التقاه على هامش أداءه مناسك الحج وبوصفه سكرتير بعثة الحج اللبنانية. وفي حفل بمناسبة عيد الأضحى بمنى بمكة يومه 07/12/1954م-03/01/1365ه، ألقى الراحل قصيدة مدح في حق الملك الراحل، ولم تخلو القصيدة رغم طابعها المتسم بالمدح من الإشارة إلى القضية الفلسطينية، والتماس نجدتها من الملك. وحضرت فيها شخصية الراحل بحماسه الوطني وهوسه بخدمة القضايا العربية، وتبق القضية الفلسطينية القضية التي احتلت الجزء الأكبر من اهتمامه بعد قضية استقلال وطنه.
وفي لقاء آخر جمعه بالزعيم العربي الراحل جمال عبد الناصر، يوم الأربعاء 13 ذو القعدة-1357 و 4 كانون الثاني 1939 م، كان أن تناول رفقته وجبة الغذاء، والتي لم تكن غير وجبة بسيطة عبارة عن فاصولياء وأرز.

## وفاته
انتقل إلى دار البقاء عام 1980 ودفن بمقبرة أجداده آل الكوش في بيروت.